# Monique Gabrielle
| Monique Gabrielle                         | Monique Gabrielle                         |
| Kattints az alábbi külső linkek egyikére! | Kattints az alábbi külső linkek egyikére! |
| ----------------------------------------- | ----------------------------------------- |
| Nem található szabad kép.(?)              |                                           |
| külső link · jogvédett                    | Megan szerepében a „Gonoszkák”-ban (1992) |

Monique Gabrielle, eredeti nevén Katherine Gonzalez (Kansas City, Missouri állam, 1963. július 30.) amerikai modell, színésznő, pornográf színésznő, később kereskedelmi vállalkozó. Ismert szerepe a címszereplő Emmanuelle megformálása Walerian Borowczyk rendező Emmanuelle 5. c. 1987-es erotikus játékfilmjében. További használatos művésznevei Monique Gabriella, Lucy Burnett és Luana Chass. Fotósorozatai megjelentek több mainstream és felnőtt képes folyóiratban.

## Élete
A Missouri állambeli Kansas Cityben született európai bevándorlók gyermekeként. Már ötéves korában fellépett egy templomi passiójátékban, ahol kisangyalt alakított. 
Tizennyolc éves koráig a coloradói Denverben élt szüleivel, az itteni középiskolába járt.
Már diákként modellkedni kezdett. Tizenhét évesen, 1979-ben elnyerte a Miss America Legion szépségversenyt. A középiskola elvégzése után, 1980-ban szüleivel együtt a kaliforniai Los Angelesbe költözött, itt is jelentkezett egy modellügynökségen. Első hivatásos felvételeit Japánba küldték. 
1982-ben a Penthouse magazin decemberi címlaplánya (Pet of the Month) lett. Ezután kapta első kisebb mellékszerepeit, gyakran igen sikeres mozifilmekben. Az 1984-es Legénybúcsú (Bachelor Party) filmvígjátékban ő testesítette meg a férfi főszereplő Tom Hanks fantáziálásában megjelenő tökéletes álomleányt. Ezzel egy időre be is skatulyázta magát a csodálatos, a csak képzeletben létező álomnők szerepébe, több ilyen szerepet is kapott, de a nagy kereskedelmi sikerű első vonalbeli produkciókba nem sikerült bejutnia. Ebben közrejátszottak beteges pánikrohamai is. Ezért a B-filmekre specializálta magát, műbarbár történetekre, erotikus filmekre és videóprodukciókra. Egy ideig Jim Wynorski (*1950) filmrendezővel élt együtt.
1987-ben címszerepet kapott Walerian Borowczyk rendező Emmanuelle 5. című szoftpornó filmjében. Borowczyk lesújtóan nyilatkozott Monique képességeiről, összeveszett a producerrel is, később kivált a produkcióból. Az Emmanuelle szerep átmenetileg megnövelte Monique nemzetközi ismertségét, a nézők ekkor figyeltek fel arra, hogy Monique már 1982-ben játszott a Bad Girls 4 című harcdore pornófilmben, bár maga ekkor még nem vett részt kemény szexjelenetben.
Az 1990-es évektől fokozatosan visszavonult a modelliparból és filmkészítésből, saját céget alapított Purrfect Productions néven, erotikus irodalom és filmek forgalmazására. Egy másik visszavonult pornósztárral, Julie Strainnel megalapította a Sex Symbols Dynasty szervezetet, mely a tárgyként kezelt szex-sztárok emberi személyiségének jobb elfogadtatását tűzte ki célul. Néhány újságcikk és egy könyv megjelenése után a kezdeményezés beolvadt a Purrfect Productions vállalkozásba, amely az ezredfordulóra már javarészt pornográf termékek kereskedelmével foglalkozott.
Az 1990-es évek végén Monique internetes blogjában olyan posztok jelentek meg, amelyek közelebbről meg nem határozott egészségi gondokra utaltak, feltehetően súlyproblémára. Közben újabb pornográf filmszerepeket vállalt kis költségvetésű videóprodukciókban (Naughty Housewife, Barely Legal). Komoly mértékű mellnagyobbító műtéteknek is vetette alá magát, a műfaj igényei szerint. 
Az 1982-es Penthouse fotósorozat még 34-es kebelmérettel készült, ez 1997-ben 36D, majd 38DD méretre nőtt.
2003-ban feleségül ment Tony Angove pornófilm-producerhez, Floridába költöztek, 2018-ban ott éltek. Internetes honlapjai a 2010-es évektől megszűntek.

## Fontosabb filmszerepei
- 1982: Éjszakai szolgálat (Night Shift), Tessie
- 1982: Airplane 2. – A folytatás (Airplane II: The Sequel), névtelen diáklány
- 1983: Flashdance (Flashdance), sztriptíztáncosnő
- 1984: Legénybúcsú, (Bachelor Party, Tracey, az álomleány
- 1985: Az ifjú Lady Chatterley 2. (Young Lady Chatterley II), Eunice
- 1987: Emmanuelle 5. (Emmanuelle V), Emmanuelle
- 1987: Amazonok a Holdon (Amazon Women on the Moon), Taryn Steele
- 1985–1987: Hunter (Hunter), tévésorozat, több epizódban (rendőrnő, könyvtárosnő)
- 1987: Deathstalker II, Evie hercegnő / Reena
- 1988: A földöntúli (Not of This Earth), Agnes
- 1988–1989: Ufózsaru (Something Is Out There), tévésorozat, csinos csaj
- 1989: A mocsárlény visszatér (The Return of Swamp Thing), Miss Poinsettia
- 1989: Transylvania Twist, Patricia
- 1989: Silk 2., Jenny ’Silk’ Sleighton
- 1991: Angyalok vörösben (Uncaged), szép prostituált
- 1991: Scream Queen Hot Tub Party, Monique Gabrielle
- 1992: Gonoszkák (Evil Toons), Megan
- 1992: Dzsinn tonik (Miracle Beach), Cindy Beatty
- 1995: Talpig zűrben 3. (Problem Child 3), a szőkeség

## Fontosabb fotósorozatai
- 1982–89: Penthouse magazin (1982. december, 1984. január és július, 1989. szeptember havi számokban, és több különszámban)
- 1982: Playboy magazin (1982. 1984. november, 1986. július, 1987. május, 1987. november, 1989. július, 1993. április, 1997. május és augusztus havi számokban)
- 1986: Lui magazin (francia kiadás 1986. októberi szám; német kiadás 1987. áprilisi szám)
- 1998: High Society magazin (1998. decemberi számban)